# Daniel Aguiar
Daniel Valle Aguiar (Niterói, 19 de outubro de 1976) é um ator e ex-modelo brasileiro.

## Carreira
Daniel foi descoberto por um olheiro de uma agência de modelos em 1992, com apenas 15 anos, se mudando para Londres no ano seguinte, onde ganhou reconhecimento. O modelo desfilou e fotografou para campanhas de grifes  como a Valentino, Gucci e Zoomp – ao lado de Gisele Bündchen. Em 1998, morando em Milão, desfilou nas passarelas para Dolce & Gabbana, Prada, Fendi e Versace. Em 2000, aos 23 anos, recebeu o maior prêmio concedido aos profissionais da moda brasileira, o ABIT, criado pela Associação Brasileira da Indústria Têxtil. Em 2001, Daniel foi o modelo brasileiro que realizou o maior número de trabalhos no exterior, colecionando uma lista de editorias em revistas internacionais conceituadíssimas, como a Vogue francesa, a americana Up Street e a italiana D Magazine. Estampou a capa da americana V Magazine e das francesas Sport Wear e 20 ans, além de aparecer nas passarelas, desfilando para os franceses Dior e Daniel Farret. Em 2004, retornou ao Brasil para iniciar a carreira de ator, e fez curso com a preparadora de elenco Fátima Toledo.
Em 2006 estreou como ator protagonizando a telenovela Alta Estação, onde viveu o protagonista Eduardo Pereira, rapaz sedutor por quem Bárbara é apaixonada e, por isso, muda-se para o Rio de Janeiro, dando início à trama.  Em 2007 integrou o elenco da trilogia Os Mutantes: Caminhos do Coração, dando vida ao mutante vampiro Vlado.

## Vida pessoal
Daniel entrou para a faculdade de cinema na Centro Universitário das Faculdades Metropolitanas Unidas (FMU) em 2004, se formando em 2007.

## Filmografia

### Televisão
| Ano  | Título              | Personagem                 | Notas                               |
| ---- | ------------------- | -------------------------- | ----------------------------------- |
| 2006 | Alta Estação        | Eduardo Pereira (Edu)      |                                     |
| 2007 | Caminhos do Coração | Vladmir Pereira (Vlado)    |                                     |
| 2008 | Os Mutantes         | Vladmir Pereira (Vlado)    |                                     |
| 2009 | Bela, a Feia        | Augusto Gomes Ávila (Guto) |                                     |
| 2012 | Máscaras            | Guto Gomide                | Episódio: "10 de abril de 2012"     |
| 2012 | Balacobaco          | Jaime Lemos                |                                     |
| 2014 | Milagres de Jesus   | Javi                       | Episódio: "O Endemoniado de Gerasa" |
| 2015 | Os Dez Mandamentos  | Disebek                    |                                     |

### Cinema
| Ano  | Título | Personagem | Notas          |
| ---- | ------ | ---------- | -------------- |
| 2003 | Motel  | Felipe     | Curta-metragem |

## Teatro
| Ano     | Título                                | Personagem  |
| ------- | ------------------------------------- | ----------- |
| 2013–14 | O Covil da Beleza                     | Adônis      |
| 2016–19 | Coisas Estranhas Acontecem Nesta Casa | Caco Mansur |